# ジョーイ・クロフォード
ジョーイ・クロフォード（Joseph "Joey" Crawford, 1951年8月30日 - ）は、NBAの元審判。アメリカ合衆国ペンシルベニア州フィラデルフィア出身。"背番号17番"を着用したクロフォードはとりわけ、選手・コーチ両方に頻繁にテクニカルファウルを宣告するリーグで最も厳しい審判の一人として知られている。

## NBA以前のキャリア
1970〜77年はペンシルベニア州の高校生の試合で、1974年と1977年は東部バスケットボール協会（後のコンチネンタル・バスケットボール・アソシエーション）で審判を務めた後、1977年26歳の時にNBAに雇用された。

## NBAでのキャリア
航空券不正収入問題
1998年、クロフォードを含む8人のNBA審判は不正な税申告を行ったとアメリカ合衆国内国歳入庁(IRS)から宣告された。IRSによる4年間の調査の結果、1991年〜1993年にかけてリーグから支給された航空券をダウングレードして82,500米ドルを不正に着服し、さらにこの収入を申告しなかったという。1998年7月1日にクロフォードは有罪を宣告され即座にNBAから解雇されたものの、1999年には当時コミッショナーのデビッド・スターンにより再雇用されている。1998-99シーズンはロックアウトによりレギュラーシーズンの開幕が遅れたため、クロフォードの連続審判記録は継続されることとなった。
審判としての記録
2005年11月11日に開催されたロサンゼルス・レイカーズ対フィラデルフィア・セブンティシクサーズ戦がクロフォードにとって審判として2,000試合目となった。これはメンディー・ルドルフ、ジェイク・オドネル、ディック・バヴェッタ、アール・ストーン、トミー・ヌネズに次いで6人目である。
2012-13シーズン終了時点で他の現役審判より多くのプレイオフ（300試合以上）とNBAファイナル（49試合）での審判経験を持ち、1986〜2006年の全てのNBAファイナルで審判を務めている。プレイオフに加えオールスターゲーム（1986年、1992年、2000年）やドイツで開催されたマクドナルド・チャンピオンシップ（1993年）などでも審判を務めた。
ティム・ダンカンとの口論
2007年4月15日のサンアントニオ・スパーズ対ダラス・マーベリックスの試合で、クロフォードはサンアントニオ・スパーズのスター選手ティム・ダンカンを退場にした。退場を宣告した理由は、ダンカンがベンチからクロフォードのことを笑ったからだとされている。映像によると確かにダンカンは笑っているがこれがクロフォードに対するものかどうかはわからず、ファウルをコールされた際、ダンカン自身もなぜ自分がテクニカル・ファウルを宣告されたか理解できずに苦笑いしている。
ダンカンはクロフォードに対して侮辱的な言葉を用いたともされているが、これに関してダンカンは「クロフォードが挑発してきた」と弁解した。
二日後の4月17日、クロフォードはこの口論が原因となりリーグからシーズン残りと2007年プレイオフでの審判を停止され、1986年から続くNBAファイナルでの連続審判記録が途絶えることとなった。リーグはティム・ダンカンに対しても暴言を理由に25,000米ドルの罰金を課し「今後も同様の行いは退場理由となりうる」と警告した。デビッド・スターンコミッショナーはクロフォードの行いについて「我々がNBAの審判に期待するプロフェッショナリズムおよびゲームマネジメントの基準を満たしていない」と述べた。クロフォードは7月30日にNBAにおける自身の今後についてリーグと話し合う場をもったが、解決策などの結論には達しなかった。
2007年11月17日にNBAはクロフォードの復帰をアナウンスした。コミッショナーは「クロフォードとの会合の結果、継続的なカウンセリングプログラムへの参加と私自身の評価により、クロフォードは我々がNBA審判に求めるプロフェッショナリズムとゲームマネジメントの基準を理解したと考えている。クロフォードがこれらの基準を遵守することで今後もNBAで審判をすることが可能であると考えている。」と宣言した。
クロフォードは後にこの件をキャリアにおいて最も後悔していることの一つとし「ティム・ダンカンの件はおそらく私の人生を変えた。今までのやり方が間違っていたのだとコート内外を問わず考えさせられた。スポーツ心理学者と会う回数もこの件の後は増え、私に新たな側面をもたらした。」と述べている。
なお、クロフォードは2013年のNBAファイナル第2戦と第6戦で審判を務めた。このNBAファイナルでダンカンとスパーズはマイアミ・ヒートと対戦しており、クロフォードが審判を務めた2試合はいずれもヒートが勝利し、最終的にヒートが優勝した。

## 審判としての評判
最悪の審判として名が挙げられることも多く、フェイスブックにはジョーイ・クロフォードをクビにしろ(Fire Joey Crawford)というページがあるほど。
前述のティム・ダンカンとの口論以外にも多く議論対象となるジャッジがある。以下、いくつかの例をあげる。
- コート内ライン際でボールを保持していたマイアミ・ヒートのデイモン・ジョーンズへクロフォードがタックルしてコート外に押し出してしまったが、デイモン・ジョーンズをマークしていたチャウンシー・ビラップスのファウルとコールした。（2005年プレイオフ、マイアミ・ヒート対デトロイト・ピストンズ）
- スクリーンプレイに絡んで（そもそもファウルに値するか怪しいレベルの接触に対して）ファウルをコール。さらに本来であればブランドン・ロイに対してコールされるべきところをマーカス・キャンビーによる、スクリーンプレイには一切絡んでいないスティーブ・ナッシュに対するファウルとして扱い、ナッシュがフリースローを打った。当時のテレビ解説は「ナッシュはなぜ自分がフリースローを打っているのかわかっていないだろう」と述べた。（2010年プレイオフ、ポートランド・トレイルブレイザーズ対フェニックス・サンズ）
- 試合時間残り時間2.5秒でジャンプボール。フェニックス・サンズのアマレ・スタウダマイアーが最後に触れてコート外にボールが出たが、映像確認をしていたにもかかわらず残り1.9秒で再度ジャンプボールの判定となった。テレビ解説の映像確認では残り時間も正しくは0.5秒であった。（2009-10シーズン、フェニックス・サンズ対オーランド・マジック）
- カーメロ・アンソニーに対し（手を使っていないというアピールも含めて）両手を広げてにディフェンスしたサーシャ・パブロビッチだがカーメロ・アンソニーは肘で押してスペースを作ってボールをキャッチした（通常であればファウル）。ところがクロフォードはパブロビッチに対してテクニカルファウルをコールした。（2011-12年シーズン、ニューヨーク・ニックス対ボストン・セルティックス）

## その他
- ティム・ダンカンとトニー・パーカーがクロフォードに扮した人物に対して銃を突きつけたハロウィーンの写真が撮られたことがある[6]。
- 父親のシャグもかつてMLBの 1956〜1975年までMLBのナショナルリーグで審判を務め、兄のジェリーも1976〜2010年までメジャーリーグの審判を務めた、審判一家である。
- ペンシルベニア在住
- 既婚。子供が3人いる。